# 卡尔马联盟
卡尔马联盟（丹麦语、瑞典语）是1397年至1523年由斯堪的纳维亚的丹麦、瑞典（包括芬蘭）和挪威（包括冰島、法羅群島、格陵蘭、设得兰和奧克尼）为主组成的共主邦联。1397年6月在瑞典卡爾馬城結成的联盟后，挪威、瑞典和丹麥三個王國共同拥戴一個君主。各國交出其主權，但無損各自的獨立地位及分歧的利益。不過從1430年代開始，瑞典貴族對於丹麥及荷尔斯泰因在管治中所佔的主導地位大為不滿，成為了聯盟繼續的阻礙，並引起糾紛。到了1520年，丹麥國王克里斯蒂安二世出兵鎮壓瑞典境內反卡爾馬派，並於承諾特赦後反悔及大肆屠殺反卡爾馬派貴族，史稱斯德哥爾摩大屠殺。倖存贵族古斯塔夫·瓦萨憤而揭竿起義，發動瑞典解放戰爭，最後驅逐丹麥軍並登基稱王，聯盟正式宣告瓦解。
卡爾馬聯盟從玛格丽特一世開始，歷任5位君主及12位攝政官，合共93年。不过其余屬地则以丹麥-挪威的名義繼續由奧爾登堡王朝管治多個世紀，直到拿破崙戰爭后两国結束聯盟關係。

## 聯盟成立

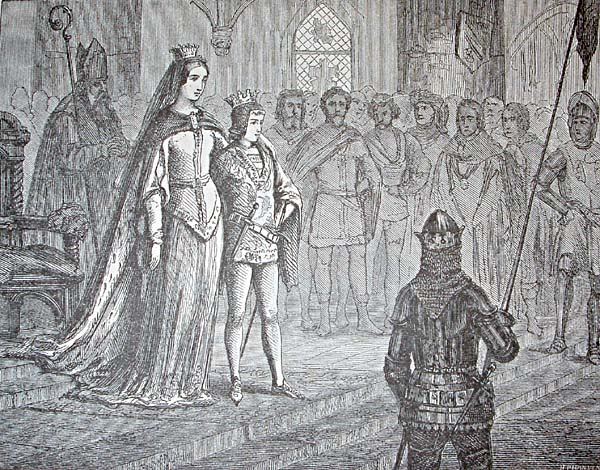
一名畫家描述波美拉尼亞的艾利克於1397年6月13日加冠衛冕

聯盟的成功有賴玛格丽特一世的功勞。她是丹麥國王瓦尔德马四世的女兒、挪威國王哈康六世的王后。瑪格麗特在10歲時就嫁與哈康六世，二人的兒子奥拉夫四世獲確認為挪威王室的繼承人。1376年，奧拉夫從外祖父繼承了丹麥國王的王位，成為了丹麥的奧拉夫三世；而母親瑪格麗特則成為了奧拉夫三世的監護人。1380年，哈康六世逝世後，奧拉夫接任成為挪威國王，丹麥及挪威兩國王國從此成為一個共主邦聯，由一個兒童擔任君主，由他的母親擔任監護人。原挪威属地格陵兰岛、冰岛和法罗群岛亦从此开始受丹麦统治。
然而，在奧拉夫得以成年並正式掌權以前，他在1387年逝世。瑪格麗特使丹麥議會選舉她為攝政者，但不能使用「太后」的稱號。翌年2月2日，獲挪威確認為攝政者。之後，她收養了姊姊的孫兒、即波美拉尼亚的Vartislav王子的兒子，並為他改了一個北歐化的名字埃里克。瑪格麗特策劃挪威議會確認埃里克成為挪威王位的繼承人，儘管他在王位的繼承線上並非第一人。結果在1389年，埃里克順利當上挪威君主，而瑪格麗特依然擔任新君的監護人。
是時，瑞典與梅克倫堡公國是共主邦聯，由阿爾伯特擔任國王。當時阿爾伯特與貴族的領袖有爭議。1388年，阿爾伯特的政敵推選瑪格麗特擔任由他們控制的瑞典部份的攝政者，並承諾協助她征服餘下的瑞典領土。當時，他們的共同敵人都是漢薩同盟與及德意志地區對斯堪的那維亞經濟的影響。當丹麥及瑞典聯軍在1389年擊敗阿爾伯特被俘釋放後，由於未能在3年限期內清付聯軍苛索的6萬馬克軍餉，阿爾伯特被逼放棄王位，使瑪格麗特在瑞典的地位得以鞏固。這時，三個北歐王國都在同一位攝政者之下統一。瑪格麗特承諾貴族原有的政治影響力及特權在聯盟下不變，而她所扶植的埃里克自從在1389年成為了挪威國王之後，亦很順利的在1396年接掌丹麥及瑞典的王位。
1397年6月17日，丹麥、瑞典和挪威的代表在瑞典南部一個距離丹麥邊境很近的城市卡爾馬舉行會議，並簽訂《卡爾馬條約》。條約約定三個王國共同擁戴同一位君主，建立永恆的聯盟。這一位君主必須從上一任離世的君主的各個兒子中挑選。各國雖然組成聯盟，但仍然保留了各自的王國地位，而内政亦保持獨立，並根據各地原有的法規，由當地的議會管治；不過外交和國防事務則由共同君主總攬。在卡爾馬，年僅15歲的埃里克在丹麥及瑞典的總主教加冕之下，成為三國的共同君主，但瑪格麗特依然繼續掌有聯盟的控制權，直到1412年逝世為止。

## 紛爭
聯盟的穩定，在於三國共同選出一位共主；但是，在联盟时期，丹麦国王并不总是可以兼任瑞典摄政或国王，這主要是由於各種利益關係，使舊君駕崩時，各國（主要是瑞典）按自己的需要而選出君主。
聯盟成立後，瑞典人對於丹麥人經常與德意志地区的荷尔斯泰因、梅克倫堡及波美拉尼亚交戰並不高興，因為瑞典當時的經濟以向歐洲大陸，特別是德意志地區出口鐵為主。联盟初期，玛格丽特一世的怀柔手段使丹麦王室受到各国贵族的拥戴，但后来丹麦王室不断企图控制挪威和瑞典的内政事务，导致联盟的离心离德。頻繁的戰爭一來影響了瑞典的收入，二來由丹麥主導的中央集權政府亦引起瑞典人的猜疑。因此，瑞典樞密院要求政府維持相當限度的自治。 當巴伐利亞的克里斯多伐在1448年駕崩後，引起了聯盟的權力真空。瑞典選出了卡尔八世擔任君主，意圖透過選出一位來自瑞典的君主來重新建立聯盟。翌年，卡爾八世亦被挪威選為君主，但有指選舉的票數裡，荷尔施泰因的票數比瑞典和挪威的票合起來還要多。就此事件，丹麥樞密院決定任命歐登堡的克里斯蒂安一世為丹麥君主。在往後的70年，聯盟一直為瑞典及丹麥的權力鬥爭及戰爭所佔據。
在这些间隙里，瑞典的实际统治者通常是从本国贵族中选出的摄政官。三国的联盟把整个北欧地区置于一个国王的统治下，有利于北欧国家对抗德意志汉萨同盟在波罗的海和北海的贸易垄断地位。
为打破汉萨同盟对波罗的海贸易支配继续对外扩张，丹麦经过长期战争吞并了德意志的荷尔斯泰因。丹麦奧爾登堡王朝的克里斯蒂安一世取得了德意志地区石勒苏益格和荷尔斯泰因的统治权。15世纪末，丹麦王室和瑞典贵族的矛盾激化，反对联盟的冲突不断爆发。克里斯蒂安二世（1513—1523年在位）于1520年亲率重兵攻占了被瑞典反对派贵族控制的瑞典首都斯德哥尔摩，并且杀害了大批参与叛乱的瑞典贵族，史稱斯德哥爾摩慘案。事件引发了达拉纳起义，1521年瑞典贵族古斯塔夫·瓦萨在达拉纳重新招募了一支反抗丹麦的军队。1523年，古斯塔夫·瓦萨在汉萨同盟的帮助下攻入斯德哥尔摩，丹麦军队战败，瑞典恢复独立。1523年6月6日，古斯塔夫·瓦萨在斯特蘭奈斯當選成為瑞典國王，恢復瑞典的主權，並使聯盟瓦解。直到現在，6月6日仍然是瑞典的國慶，但要到2005年，瑞典國慶才正式成為法定假期。

## 解散後
瑞典恢复独立后，卡尔马联盟已经瓦解，但丹麦和挪威仍然维持着联盟国家。1536年，當一場內戰完結後，挪威在未被事先知會的情況下，被丹麥樞密院單方面取消王国的地位，降为丹麦的行省，並由丹麦副王统治。但是挪威方面的議會並不承認此事，並保持其獨立的行政架構及法律體系，所以最终这并没有发生。相反，挪威成为了一个世袭王国，与丹麦结成了真正的联盟。但這件事實際上令到挪威原先的海外領地：冰島、格陵蘭及法羅群島成為了丹麥的直接領地。17世纪，瑞典为争夺波罗的海霸权和对挪威的宗主权，不断与丹麦交战。1645年丹麦割讓了耶姆特兰和海里耶達倫給瑞典。1658年，丹麥割讓了斯堪的纳维亚半岛南端上长期領有的斯科訥和布胡斯給瑞典。1809年，俄罗斯帝国兼併了瑞典统治下的芬兰。拿破仑战争后，根据1814年《基尔条约》，丹麦被逼把挪威割讓與瑞典國王卡爾十三世。在當時的挪威總督克里斯蒂安·弗雷德里克的領導下，挪威宣告獨立，並舉行制憲會議，推舉克里斯蒂安·弗雷德里克成為挪威國王。经过了短暂的武装抵抗，瑞典同意挪威的獨立，但要求挪威與瑞典王国建立跟先前與丹麥相同的聯盟國家架構。1905年，挪威以和平的方式从瑞典独立。1917年芬蘭脫離俄羅斯獨立。1944年，冰岛脱离丹麦独立。法罗群岛和格陵兰至今仍为丹麦领地。

## 附註
1. ↑  Boraas, Tracey. . Capstone Press. 2002: p24. ISBN 978-0-7368-0939-9.
2. ↑  Boraas, Tracey; Henry Smith Williams. . The Outlook Company. 1904: p204.
3. ↑  Nordstrom, Byron. . University of Minnesota Press. 2000: p22. ISBN 978-0-8166-2098-2.
4. ↑  Boraas, Tracey; Henry Smith Williams. . The Outlook Company. 1904年: p205.
5. 1 2  Nordstrom, Byron. . University of Minnesota Press. 2000: p147. ISBN 0-8166-2098-9.

## 外部連結
- Kalmar Union Flag （页面存档备份，存于） - Flags of the World
- The Kalmar Union （页面存档备份，存于） - Maps of the Kalmar Union
- Alternative history scenario in which the Kalmar Union survived （页面存档备份，存于）